# Mirra Andrejevová
Mirra Andrejevová (rusky Мирра Александровна Андреева, Mirra Alexandrovna Andrejeva, * 29. dubna 2007 Krasnojarsk) je ruská profesionální tenistka. Na pařížské olympiádě 2024 vybojovala s Dianou Šnajderovou stříbrnou medaili ve čtyřhře. Ve své dosavadní kariéře na okruhu WTA Tour vyhrála tři turnaje ve dvouhře včetně Dubai Championships 2025 a Indian Wells Open 2025. K nim přidala dvě trofeje ve čtyřhře. V rámci okruhu ITF získala šest singlových titulů.
Na žebříčku WTA byla ve dvouhře nejvýše klasifikována v červenci 2025 na 5. místě a ve čtyřhře v červnu téhož roku na 13. místě. V dubnu 2024 ji začala trénovat Conchita Martínezová. Dříve tuto roli plnil Jean-René Lisnard.
V juniorském tenise prohrála po více než třech hodinách finále Australian Open 2023 s krajankou Alinou Kornějevovou. Na juniorském kombinovaném žebříčku ITF figurovala nejvýše v dubnu 2023 na 3. místě.
Na Letních olympijských hrách 2024 v Paříži patřila mezi individuální neutrální sportovce, neboť Rusko se nesmělo her zúčastnit kvůli vojenské invazi na Ukrajinu. V úvodním kole dvouhry podlehla Polce Magdě Linetteové. Do ženské čtyřhry nastoupila s Dianou Šnajderovou. Ve finálovém souboji o zlaté medaile nestačily na Italky Saru Erraniovou s Jasmine Paoliniovou.
O tři roky starší sestra Erika Andrejevová je také profesionální tenistka. Kvůli rozvoji tenisové kariéry se obě z rodného Krasnojarsku přestěhovaly do Moskvy.

## Tenisová kariéra

### 2022: Debut na WTA Tour
V rámci okruhu ITF debutovala jako čtrnáctiletá v únoru 2022 na turnaji v Šarm aš-Šajchu dotovaném 15 tisíci dolary. Ve druhém kole podlehla třetí nasazené Rumunce Eleně Teodoře Cadarové. První čtyři tituly v této úrovni tenisu vybojovala během sezóny 2022, premiérový na antalyjské patnáctitísovce po výhře nad Italkou Martinou Colmegnovou z šesté světové stovky a čtvrtý v izraelském Mejtaru, kde ve finále zdolala 142. hráčku žebříčku Rebeccu Petersonovou ze Švédska. Dosáhla tím první trofeje v 60tisícové kategorii.
Na okruhu WTA Tour debutovala v patnácti letech úvodním ročníkem říjnového Jasmin Open 2022 v Monastiru po zisku divoké karty. Na úvod podlehla krajance a světové jedenapadesátce Anastasiji Potapovové ve třech sadách. 

### 2023: Osmifinálové účasti při debutech na grandslamu a WTA 1000, posun do Top 50
Do ženské sezóny 2023 vstoupila šňůrou šestnácti vítězných zápasů, když nejdříve ovládla dubnové šedesátky ITF ve švýcarském Chiassu a Bellinzoně. Bodový zisk ji po skončení posunul do první dvoustovky žebříčku, na 194. místo. Další týden obdržela divokou kartu na Mutua Madrid Open 2023. V prvním vítězném zápase na okruhu WTA porazila Kanaďanku Leylah Fernandezovou z konce elitní padesátky. Po Gauffové a Bellisové se stala třetí patnáctiletou vítězkou zápasu na turnaji kategorie WTA 1000. Premiérově v kariéře pak zdolala členku světové dvacítky, čtrnáctou v pořadí Beatriz Haddad Maiovou. Výhra nad Brazilkou z ní učinila sedmou přemožitelku hráčky Top 20 od roku 2000 ještě před dovršením 16 let (po Golovinové, Vaidišové, Karatančevové, Larcher de Britové, Bellisové a Gauffové). V den svých 16. narozenin ovládla i šestnácté utkání v ženské sezóně, když vyřadila polskou světovou devatenáctku Magdu Linetteovou a zajistila si žebříčkový průnik do Top 150.
V hlavní soutěži grandslamu debutovala  v ženském singlu French Open 2023 po zvládnuté tříkolové kvalifikaci, v níž na její raketě dohrály Ruska Polina Kuděrmetovová a Kolumbijky Emiliana Arangová s Camilou Osoriovou. V 16 letech se stala nejmladší členkou soutěže.  V úvodních dvou kolech pak jako 143. hráčka žebříčku hladce porazila Američanku Alison Riskeovou-Amritrajovou a Francouzku Dianu Parryovou, znamenající čtvrtou a pátou výhru nad členkou elitní světové stovky. Ve třetím kole neudržela náskok jednoho setu proti 19leté světové šestce Coco Gauffové.
Do dvouhry Wimbledonu 2023 postoupila stejně jako v Paříži z kvalifikace po závěrečné výhře nad Němkou Tamarou Korpatschovou. Jako nejmladší členka startovního pole prošla na svém prvním turnaji na trávě do osmifinále, když na úvod vyřadila Číňanku Wang Si-jü ve třech setech. Následně se utkala se světovou jedenáctkou Barborou Krejčíkovou. Od stavu 3–3 získala sedm her v řadě a Češka duel skrečovala pro píchání v kotníku, možné zranění z úvodního zápasu. Ani ve třetím duelu ji nezastavila o šest let starší krajanka a světová třiadvacítka Anastasija Potapovová. Stala se tak nejmladší wimbledonskou osmifinalistkou od Gauffové v roce 2019. Do čtvrtfinále ji však nepustila osmnáctá žena žebříčku a čerstvá eastbournská šampionka Madison Keysová, přestože vyhrála úvodní sadu a ve druhé proti Američance nevyužila brejkbol na vedení gamů 5–1. Po prohraném tiebreaku druhého setu zahodila raketu, za což obdržela varování. Ve třetí sadě jí za stavu 2–5 vypadla raketa podruhé, když se snažila zasáhnout míč. Druhá penalizace znamenala ztrátu míče a zároveň mečbol pro Keysovou, která jej proměnila.  Andrejevová následně úmyslné vypadnutí odmítla a uvedla, že se jednalo o následek podklouznutí. Po prohře nepodala hlavní rozhodčí ruku a v reakci na to obdržela pokutu osmi tisíc dolarů za nesportovní chování. Bodový zisk jí zajistil průlom do elitní světové stovky. Po čtvrtém odehraném turnaji WTA se tak po posunula ze 102. na 66. místo žebříčku WTA.
Na červencovém Ladies Open Lausanne 2023 prošla hladce do druhého kola, kde vypadla s Maďarkou Annou Bondárovou z druhé světové stovky. Poté měsíc nehrála až do clevelandského Tennis in the Land v závěru srpna. Přes šťastnou poraženou Němku Tamaru Korpatschovou prošla do druhé fáze, v níž byla nad její síly třicátá osmá žena klasifikace Sloane Stephensová. Do US Open vstoupila vítězstvím proti australské kvalifikantce Olivii Gadecké, přestože v první sadě získala jediný game. Následně jí stopku vystavila šestá hráčka žebříčku a pozdější šampionka Coco Gauffová. Do hlavní soutěže se z kvalifikace probojovala na pekingském China Open z kategorie WTA 1000. Po hladkých výhrách nad světovou dvanáctkou Barborou Krejčíkovou a Anastasijí Pavljučenkovovou podlehla v osmifinále páté ženě pořadí Jeleně Rybakinové. Nezískala tak dobře rozehraný zápas, v němž vedla 6–2 a 4–2. Soupeřka ale vyhrála deset z posledních jedenácti gamů. Závěrečným turnajem sezóny, jíž zakončila na 46. místě ve dvouhře i čtyřhře, se pro ni stal říjnový Hong Kong Tennis Open. Ve druhé fázi nestačila na šedesátou hráčku klasifikace Leylah Fernandezovou, ačkoli ovládla úvodní sadu.

### 2024: Stříbrná olympijská medailistka ve čtyřhře, první titul WTA, semifinalistka French Open a průlom do Top 20
V 16 letech vstoupila do sezóny po čtyřech letech obnoveným Brisbane International. Na úvod vyřadila krajanky Dianu Šnajderovou a světovou patnáctku Ljudmilu Samsonovovou. Hladce si poradila i s Australankou hrající na divokou kartu, Arinou Rodionovovou. Na cestě do čtvrtfinále ztratila jen deset gamů. V něm však nenašla recept na devatenáctiletou Češku Lindu Noskovou, jíž patřila čtyřicátá příčka klasifikace.
Na Australian Open 2024 nejdříve zdolala Bernardu Peraovou. Ve druhém kole deklasovala světovou šestku Ons Džabúrovou. V úvodní dvacetiminutové sadě uštědřila Tunisance „kanára“, když přišla jen o osm míčů. Ve druhém dějství ztratila dvě hry. Po čtyřech prohrách s členkami první světové desítky v roce 2023 dosáhla první výhry nad hráčkou z Top 10. V otevřené éře se stala druhou nejmladší přemožitelkou tenistky z elitní desítky, jež ztratila tři  či méně gamů. Navázala tím na výhru 16leté Dokićové nad první Hingisovou ve Wimbledonu 1999. Do druhého osmifinále na grandslamu postoupila přes členku osmé desítky Diane Parryovou, s níž dokázala otočit průběh třetí sady ze stavu her 1–5. Francouzka nevyužila mečbol a ztratila i závěrečný supertiebreak. Ve čtvrté fázi však podlehla světové jedenáctce Barboře Krejčíkové, přestože získala úvodní sadu. Češka jí oplatila dvě prohry ze sezóny 2023. Bodový zisk ji po skončení poprvé posunul do elitní světové čtyřicítky, na 35. místo.

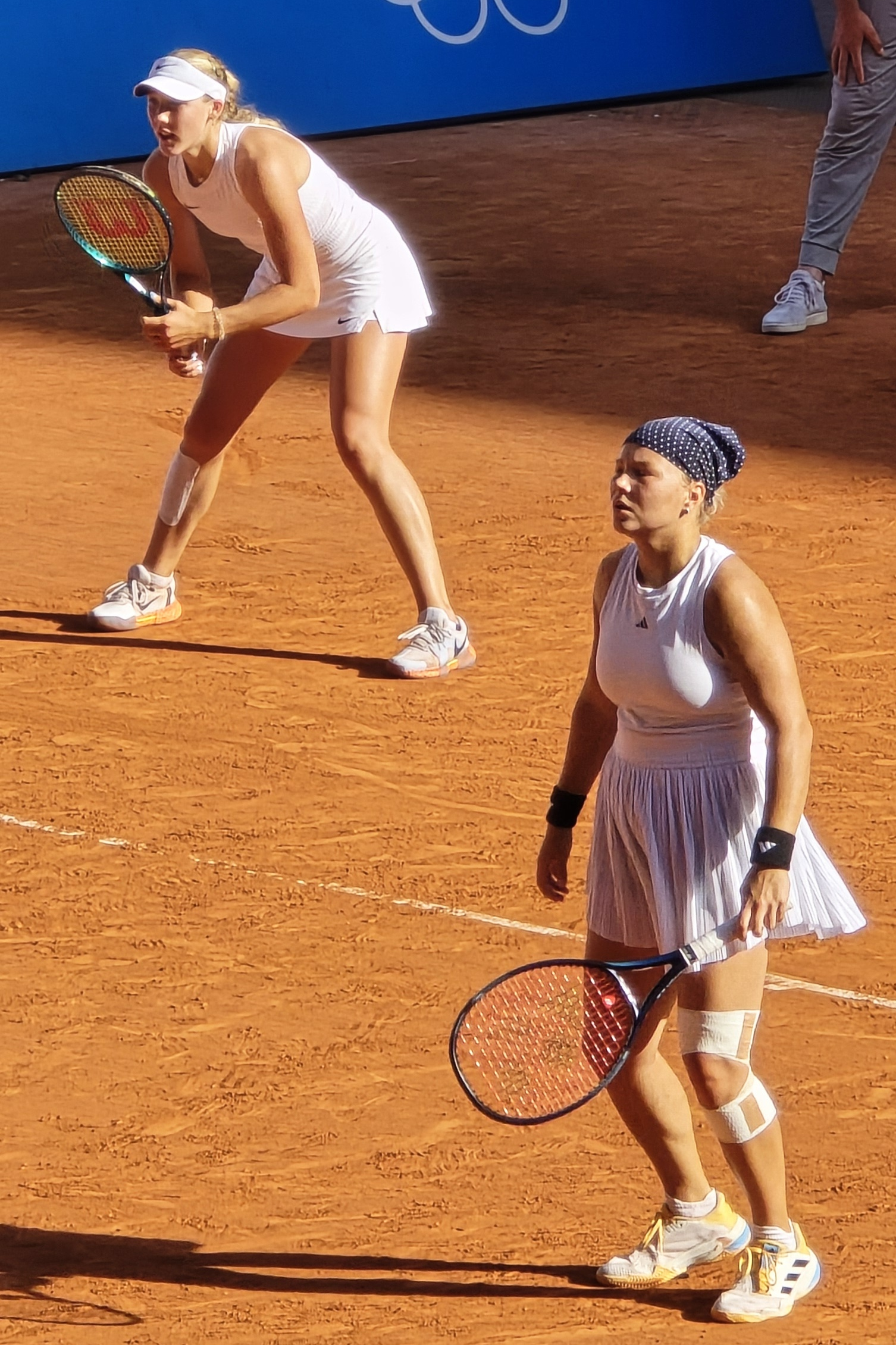
Andrejevová na příjmu ve finále čtyřhry pařížské olympiády 2024 se Šnajderovou (vpravo)

Časná vyřazení na Dubai Tennis Championships a BNP Paribas Open v Indian Wells jí přivodily Američanky Peyton Stearnsová s Katie Volynetsovou. Po výhrách nad členkami sedmé desítky žebříčku, Nadiou Podoroskou a Elinou Avanesjanovou, prošla na Rouen Open do druhého sezónního čtvrtfinále. V něm nenašla recept na ukrajinskou světovou dvaatřicítku Anhelinu Kalininovou. Do prvního čtvrtfinále v kategorii WTA 1000 postoupila na Mutua Madrid Open, kde vyřadila Taylor Townsendovou, dvacátou devátou nasazenou Lindu Noskovou, světovou sedmičku Markétu Vondroušovou i třináctou v pořadí Jasmine Paoliniovou. Rovněž jako v osmifinále předchozího ročníku její cestu soutěží ukončila druhá žena klasifikace Aryna Sabalenková, proti níž si nevypravovala ani jednu brejkovou příležitost. Na navazujícím Internazionali BNL d'Italia ji časné vyřazení přivodila Španělka z druhé světové stovky Paula Badosová.
Grandslamové maximum vylepšila na French Open, kde si jako nejmladší hráčka ročníku poprvé na majorech zahrála čtvrtfinále a semifinále. Do třetího kola prošla přes 34letou Viktorii Azarenkovou po třísetovém průběhu. Členku ze světové pětadvacítky vyřadila popáté v sezóně.. V něm pak ukončila sedmizápasovou neporazitelnost Peyton Stearnsové ze sedmé desítky žebříčku, když jí dovolila uhrát jen tři gamy. Čtyři týdny po 17. narozeninách se stala nejmladší osmifinalistkou Roland Garros od 17leté Vaidišové v roce 2006. Osmifinále na všech třech površích grandslamu zkompletovala jako nejmladší od 17leté Kurnikovové v roce 1998. Ani ve čtvrtém kole ji nezastavila poslední Francouzka v soutěži, Varvara Gračovová, která v úvodní sadě nevyužila dva setboly. Ve 21. století Andrejevová  představovala druhou nejmladší pařížskou čtvrtfinalistkou, po 15leté Sesil Karatančevové z roku 2005. Mezi poslední osmičkou přehrála zdravotně indisponovanou světovou dvojku Arynu Sabalenkovou, přestože ztratila úvodní dějství v tiebreaku. V 17 letech a 37 dnech se tak stala nejmladší semifinalistkou French Open od 16leté Hingisové v roce 1997. Světovou jedničku či dvojku na grandslamu vyřadila jako nejmladší hráčka od výhry 16leté Dokićové nad Hingisovou ve Wimbledonu 1999, a v Paříži jako nejmladší od triumfu 16leté Selešové nad Grafovou ve finále French Open 1990. V otevřené éře byla teprve třetí ženou, která do prvního kariérní semifinále okruhu WTA Tour postoupila právě na French Open. Před ní se to podařilo Argentinkám Clarise Fernandezové (2002) a Nadě Podoroské (2020). Na grandslamu 2024 ukončila jedenáctizápasovou neporazitelnost Sabalenkové, v jejímž rámci vyhrála všech 22 setů. Do finále ji však nepustila italská světová patnáctka Jasmine Paoliniová, na níž uhrála jen čtyři gamy. V duelu nevyužila žádný z šesti brejkbolů a sama čtyřikrát o podání přišla. Po skončení se 10. června 2024 poprvé posunula do elitní světové třicítky, když vzestup o patnáct příček znamenal 23. místo na žebříčku.

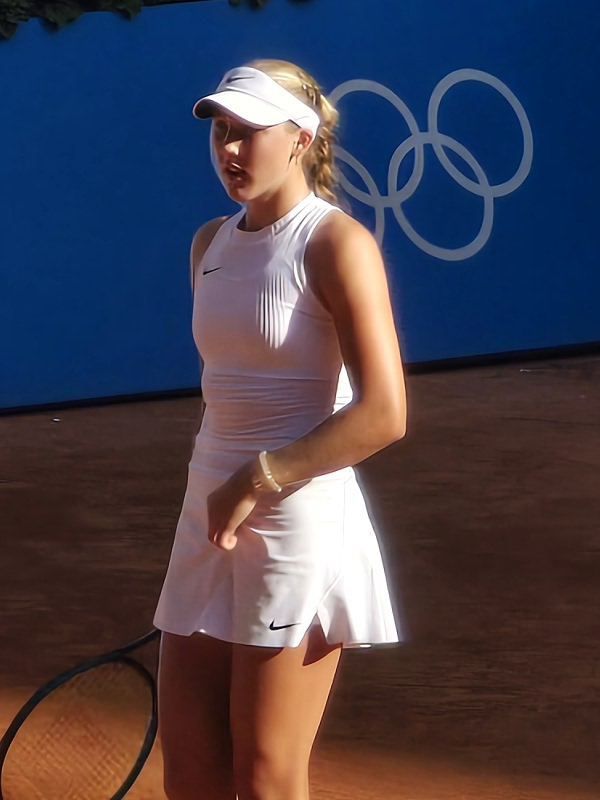
V úvodu pařížské olympijské dvouhry podlehla Linetteové

Na trávě si nepřipsala ani jednu výhru, když Bad Homburg Open opustila po porážce od osmadvacáté ženy klasifikace Dajany Jastremské. Ve Wimbledonu hrála poprvé na grandslamu jako nasazená. Nad její síly však byla osmdesátá osmá hráčka žebříčku Brenda Fruhvirtová, přestože vedla 6–1 a 3–0. Jednalo se o zápas dvou nejmladších tenistek startovního pole, když Andrejevové na začátku turnaje bylo 17 let a 79 dnů a Fruhvirtové 17 let a 109 dnů. První titul na okruhu WTA vybojovala na červencovém Iași Open, antukovém turnaji v rumunských Jasech. Potvrdila tak roli turnajové jedničky. Do finále postoupila přes čtyři hráčky postavené mimo Top 100. V semifinále otočila průběh se Srbkou Olgou Danilovićovou po ztrátě úvodní sady. V závěrečném střetnutí zdolala turnajovou pětku a světovou šestasedmdesátku Elinu Avanesjanovou. Ve třetím, rozhodujícím setu soupeřka za stavu 0–4 duel skrečovala kvůli křečím. Jako světová dvaatřicítka se Andrejevová stala čtvrtou nejmladší vítězkou turnaje WTA od roku 2006. V 17 letech a 90 dnech byla nejmladší šampionkou na okruhu WTA od Coco Gauffové na Parma Open 2021, kde Američanka triumfovala o dvacet dnů mladší. Do areálu Rolanda Garrose se vrátila na pařížský olympijský turnaj pod hlavičkou Individálních neutrálních sportovců. V prvním kole dvouhry podlehla Polce Magdě Linetteové. Obě do Paříže přicestovaly jako vítězky závěrečných generálek, Andrejevová v Jasech a Linetteová v Praze. Do ženské čtyřhry nastoupila s Dianou Šnajderovou. Ve druhém kole vyřadily páté nasazené Kanaďanky Dabrowskou s Fernandezovou a ve čtvrtfinále favorizované obhájkyně zlata, Krejčíkovou se Siniakovou. Nezastavily je ani Španělky Bucșová se Sarou Sorribesovou Tormovou. Poraženy odešly až z finále o zlato s Italkami Erraniovou a Paoliniovou.
Druhé čtvrtfinále v kategorii WTA 1000 si zahrála na torontském Cincinnati Open. Na cestě soutěží porazila světovou třináctku Emmu Navarrovou, šestačtyřicítku Karolínu Plíškovou a pařížskou prohru oplatila páté ženě pořadí Jasmine Paoliniové. Duel proti světové jedničce Ize Świątekové ztratila až v závěru třetí sady poměrem 5–7. Bodový zisk ji ve druhé polovině srpna posunul na nové žebříčkové maximum, 21. pozici. Přes Kolumbijku Camilu Osoriovou prošla do druhé fáze US Open. V ní nenašla recept na Američanku Ashlyn Kruegerovou z šesté desítky žebříčku. Během podzimní asijské túry si zahrála čtvrtfinále pekingského China Open, kde ji zastavila sedmá žena klasifikace Čeng Čchin-wen. Po skončení debutovala 7. října 2024 v elitní světové dvacítce, na 19. místě. Stala se tak nejmladší debutantkou v Top 20 od 16leté Nicole Vaidišové v říjnu 2005 a nejmladší členkou dvacítky od Vaidišové v říjnu 2006. Ve druhém kole říjnového Wuhan Open získala jen čtyři gamy na starší sestru a světovou sedmdesátku Eriku Andrejevovou, která prošla do hlavní soutěže jako šťastná poražena z kvalifikace. Zápas, v němž prohrála jedenáct z dvanácti závěrečných gamů, označila ještě před rozehráním za noční můru. Na navazujícím Ningbo Open v úrovni WTA 500 se probojovala do druhého kariérního finále. Cestu do závěrečného utkání jí ulehčily Češky Krejčíková s Muchovou, které po ztrátě úvodní sady čtvrtfinále a semifinále skrečovaly ze zdravotních důvodů. V třísetovém souboji o titul však nenašla recept na světovou jedenáctku Darju Kasatkinovou. V rozhodující sadě přitom prohospodařila vedení 3–0 na gamy. V následném vydání žebříčku z 21. října 2024 poprvé figurovala na 17. příčce.

### 2025: Nejmladší vítězka turnajů WTA 1000 a členka Top 10
Do sezóny vstoupila jako šestnáctá žena žebříčku účastí na Brisbane International. V semifinále uhrála pět gamů na světovou jedničku Aryna Sabalenková. Z brisbanské čtyřhry si odvezla první deblovou trofej v kariéře. Se stabilní spoluhráčkou Dianou Šnajderovou ve finále zdolaly Australanku Priscillu Honovou s Annou Kalinskou po zvládnutých koncovkách obou setů. Do Australian Open vstoupila výhrou nad Marií Bouzkovou. O postupu do třetího kola přes japonskou jedničku Mojuku Učidžimovou rozhodla až ziskem vyrovnaného supertiebreaku v rozhodující sadě. Další třísetový duel svedla s polskou dvacátou šestou hráčkou klasifikace, Magdou Linetteovou. Podruhé v sezóně ji zastavila dvojnásobná obhájkyně Sabalenková, opět po hladkém průběhu, když v osmifinále získala jen tři gamy. Ve druhé fázi Qatar Open nestačila na Slovenku Rebeccu Šramkovou z páté světové desítky.
Na Dubai Tennis Championships ztratila v sedmi zápasech jediný set během semifinále. Před touto fází prohrála jen šestnáct gamů výhrami nad Avanesjanovou, Vondroušovou, Stearnsovou a světovou dvojkou Świątekovou. Do finále postoupila přes šestou hráčku žebříčku Jelenu Rybakinovou a v něm zvládla duel proti Dánce Claře Tausonové ze čtvrté světové desítky. Druhou singlovou trofej vybojovala v 17 letech a 299 dnech jako nejmladší finalistka i šampionka dubajského turnaje a nejmladší finalistka i šampionka kategorie WTA 1000 od jejího založení v roce 2009. Rovněž představovala nejmladší hráčku, která na jediném turnaji WTA 1000 vyřadila více grandslamových šampionek a nejmladší přemožitelku tří grandslamových vítězek (Vondroušové, Świątekové a Rybakinové) na jedné události okruhu WTA od 17leté Šarapovové na Turnaji mistryň 2004. Po skončení debutovala v první světové desítce, když jí 24. února 2025 patřilo 9. místo. Do Top 10 vstoupila z pozice její nejmladší příslušnice od 17leté Vaidišové v roce 2007.
Na navazujícím BNP Paribas Open vytvořila sedmým osmifinálem v kategorii WTA 1000 rekord mezi hráčkami před dovršením 18 let. V něm porazila světovou sedmičku Jelenu Rybakinovou, čímž se v Indian Wells stala nejmladší čtvrtfinalistkou od 17leté Pavljučenkovové v roce 2009. Nezastavila ji ani Svitolinová. V semifinále podruhé v kariéře přehrála světovou dvojku – stejně jako na předchozí dubajské události – Świątekovou. Ve finálovém klání otočila průběh s první ženou klasifikace Arynou Sabalenkovou, když ztratila úvodní sadu. Jako nejmladší členka první světové stovky byla na Indian Wells Open v 17 letech, 10 měsících a 15 dnech nejmladší finalistkou od Kim Clijstersové v roce 2001 a třetí nejmladší šampionkou po 17letých Hingisové (1998) a Sereně Williamsové (1999). V kategorii WTA 1000 představovala nejmladší vítězku i finalistku dvou navazujících turnajů. Z turnaje odjížděla s 12zápasovou neporazitelností, což se žádné mladší tenistce v tisícové kategorii nepodařilo. Po Šarapovové a Vaidišové
vyhrála jako třetí hráčka mladší 21 let na okruhu WTA ve 21. století více než 10 utkání v řadě. Na čtvrtý pokus porazila světovou jedničku, což z ní učinilo nejmladší přemožitelku hráčky na čele klasifikace v dohraném zápase od Paszekové na Canadian Open 2008. Po 16leté Tracy Austinové z roku 1979 představovala druhou nejmladší hráčku, jež vyřadila světovou jedničku i dvojku v semifinále a finále jediného turnaje od založení žebříčku WTA v roce 1975. Po skončení se 17. března 2025 vrátila do světové desítky na kariérní maximum, 6. místo. Její útok na zisk Sunshine Double ukončila ve třetím kole Miami Open sedmnáctá tenistka žebříčku Amanda Anisimovová po třísetovém průběhu. Završila tím její šňůru třinácti výher. S Dianou Šnajderovou však ovládla miamskou čtyřhru, když ve finále porazily španělsko-japonský pár Cristina Bucșová a Miju Katová. Na okruhu WTA tak získala druhou deblovou trofej a v závěru března 2025 debutovala v první světové dvacítce deblové klasifikace.

## Utkání o olympijské medaile

### Ženská čtyřhra: 1 (1 stříbro)
| Stav    | rok  | místo konání   | povrch | spoluhráčka      | soupeřky ve finále                | výsledek         |
| ------- | ---- | -------------- | ------ | ---------------- | --------------------------------- | ---------------- |
| Stříbro | 2024 | Paříž, Francie | antuka | Diana Šnajderová | Sara Erraniová Jasmine Paoliniová | 6–2, 1–6, [7–10] |

## Finále na okruhu WTA Tour
| Legenda                  |
| ------------------------ |
| D – dvouhra; Č – čtyřhra |
| Grand Slam (0)           |
| Olympijské hry (0–1 Č)   |
| Turnaj mistryň (0)       |
| WTA 1000 (2–0 D, 1–0 Č)  |
| WTA 500 (0–1 D, 1–0 Č)   |
| WTA 250 (1–0 D)          |

### Dvouhra: 4 (3–1)
| Stav       | č. | datum             | turnaj                         | kategorie | povrch | soupeřka ve finále | výsledek           |
| ---------- | -- | ----------------- | ------------------------------ | --------- | ------ | ------------------ | ------------------ |
| Vítězka    | 1. | 26. července 2024 | Jasy, Rumunsko                 | WTA 250   | antuka | Elina Avanesjanová | 5–7, 7–5, 4–0skreč |
| Finalistka | 1. | 20. října 2024    | Ning-po, Čína                  | WTA 500   | tvrdý  | Darja Kasatkinová  | 0–6, 6–4, 4–6      |
| Vítězka    | 2. | 22. února 2025    | Dubaj, Spojené arabské emiráty | WTA 1000  | tvrdý  | Clara Tausonová    | 7–6(7–1), 6–1      |
| Vítězka    | 3. | 16. března 2025   | Indian Wells, Spojené státy    | WTA 1000  | tvrdý  | Aryna Sabalenková  | 2–6, 6–4, 6–3      |

### Čtyřhra: 3 (2–1)
| Stav       | č. | datum           | turnaj               | kategorie      | povrch | spoluhráčka      | soupeřky ve finále                | výsledek              |
| ---------- | -- | --------------- | -------------------- | -------------- | ------ | ---------------- | --------------------------------- | --------------------- |
| Finalistka | 1. | 4. srpna 2024   | Paříž, Francie       | Olympijské hry | antuka | Diana Šnajderová | Sara Erraniová Jasmine Paoliniová | 6–2, 1–6, [7–10]      |
| Vítězka    | 1. | 4. ledna 2025   | Brisbane, Austrálie  | WTA 500        | tvrdý  | Diana Šnajderová | Priscilla Honová Anna Kalinská    | 7–6(8–6), 7–5         |
| Vítězka    | 2. | 30. března 2025 | Miami, Spojené státy | WTA 1000       | tvrdý  | Diana Šnajderová | Cristina Bucșová Miju Katová      | 6–3, 6–7(5–7), [10–2] |

## Tituly na okruhu ITF
| Dotace turnajů okruhu ITF | Dotace turnajů okruhu ITF |
| ------------------------- | ------------------------- |
| 100 000 $ tournaments     | 80 000 $ tournaments      |
| 60 000 $ tournaments      | 40 000 $ tournaments      |
| 25 000 $ tournaments      | 15 000 $ tournaments      |

### Dvouhra (6 titulů)
| Č. | datum         | turnaj                | povrch | poražená finalistka     | výsledek           |
| -- | ------------- | --------------------- | ------ | ----------------------- | ------------------ |
| 1. | duben 2022    | Antalya, Turecko      | antuka | Martina Colmegnová      | 6–7(6–8), 6–0, 6–2 |
| 2. | duben 2022    | Antalya, Turecko      | antuka | Silvia Ambrosiová       | 7–5, 6–2           |
| 3. | červenec 2022 | El Espinar, Španělsko | tvrdý  | Eva Guerrero Álvarezová | 6–4, 6–2           |
| 4. | listopad 2022 | Mejtar, Izrael        | tvrdý  | Rebecca Petersonová     | 6–1, 6–4           |
| 5. | duben 2023    | Chiasso, Švýcarsko    | antuka | Céline Naefová          | 1–6, 7–6(7–3), 6–0 |
| 6. | duben 2023    | Bellinzona, Švýcarsko | antuka | Fiona Ferrová           | 2–6, 6–1, 6–4      |

## Finále na juniorském Grand Slamu

### Dvouhra: 1 (0–1)
| Stav       | rok  | turnaj          | povrch | soupeřka ve finále | výsledek           |
| ---------- | ---- | --------------- | ------ | ------------------ | ------------------ |
| Finalistka | 2023 | Australian Open | tvrdý  | Alina Kornějevová  | 7–6(7–2), 4–6, 5–7 |

## Chronologie výsledků na Grand Slamu

### Dvouhra
| Turnaj          | 2022 | 2023    | 2024    | 2025    | SR     | V–P   |
| --------------- | ---- | ------- | ------- | ------- | ------ | ----- |
| Australian Open | A    | A       | 4. kolo | 4. kolo | 0 / 2  | 6–2   |
| French Open     | A    | 3. kolo | SF      | ČF      | 0 / 3  | 11–3  |
| Wimbledon       | A    | 4. kolo | 1. kolo | ČF      | 0 / 3  | 7–3   |
| US Open         | A    | 2. kolo | 2. kolo |         | 0 / 2  | 2–2   |
| výhry–prohry    | 0–0  | 6–3     | 9–4     | 11–3    | 0 / 10 | 26–10 |

### Čtyřhra
| Turnaj          | 2022 | 2023 | 2024    | 2025    | SR     | V–P   |
| --------------- | ---- | ---- | ------- | ------- | ------ | ----- |
| Australian Open | A    | A    | 1. kolo | SF      | 0 / 2  | 4–2   |
| French Open     | A    | A    | ČF      | SF      | 0 / 2  | 7–1   |
| Wimbledon       | A    | A    | 1. kolo | 3. kolo | 0 / 2  | 2–2   |
| US Open         | A    | A    | 3. kolo |         | 0 / 1  | 2–1   |
| výhry–prohry    | 0–0  | 6–3  | 9–4     | 11–3    | 0 / 10 | 26–10 |

Vysvětlivky
1. ↑  Odstoupení před čtvrtfinále kolem French Open 2024 nebylo započítáno jako porážka.

| Legenda | Legenda                                   | Legenda | Legenda                     |
| ------- | ----------------------------------------- | ------- | --------------------------- |
| SR      | poměr vyhraných turnajů ku všem odehraným | W–L V–P | výhry–prohry                |
| NH      | daný rok se turnaj nekonal                | A       | turnaje se hráč nezúčastnil |
| 1Q / LQ | prohra v (kole) kvalifikace               | 1k / 1R | prohra v daném kole turnaje |
| QF / ČF | prohra ve čtvrtfinále                     | SF      | prohra v semifinále         |
| F       | prohra ve finále                          | Vítěz   | vítězství v turnaji         |